# NGC 335
NGC 335 (również PGC 3544) – galaktyka spiralna (Sbc), znajdująca się w gwiazdozbiorze Wieloryba. Odkrył ją Francis Leavenworth 9 października 1885 roku.